# Балабан ага (квартал)
„Балабан ага“ (на турски: Balabanağa) е квартал на Истанбул, разположен в градска околия Фатих. Общата му площ е 0,11 км2. Според данни на Адресната система за регистриране на населението (ABPRS) към 2024 г. населението на „Балабан ага“ е 208 жители.